# Alejandro de Constantinopla
Alejandro de Constantinopla ( en griego antiguo: Επίσκοπος Νέας Ρώμης Αλέξανδρος, romanizado: Epískopos Néas Rómes Aléxandros (alrededor de 250-337) fue obispo de Constantinopla (hasta 330 se llamó Bizancio) de 326 a 337. De esta manera también se convirtió en el segundo patriarca de Constantinopla.
Cuando Constantinopla se convirtió en capital del Imperio romano, Alejando recibió además el título "Obispo de la Nueva Roma". Habiendo ocurrido eso en 330, en la que también se nombró Bizancio Constantinopla, la ciudad subió por ello en categoría. Así se convirtió también desde entonces en el primer arzobispo de Constantinopla.

## Biografía
Se sabe poco sobre su juventud, pero todo indica que debió haber recibido una educación clásica. Su contemporáneo, Alejandro de Alejandría, le escribió para advertirle respecto al arrianismo. En 314 o 317, fue ordenado como obispo auxiliar (chorepiskopos); se dice que tenía 73 años en ese momento.
Alejandro es mencionado en las actas del Primer concilio de Nicea, en el que participó como representante de su obispo Metrófanes de Constantinopla, quien no pudo asistir a causa de su avanzada edad. Allí también fue portavoz del emperador Constantino. Alejandro perteneció al partido niceno en la controversia arriana y fue un firme oponente del arrianismo. A su muerte, Metrófanes dejó instrucciones en su testamento para elegir a su vicario para su puesto en Constantinopla, cosa que se llevó a cabo. Desde su nueva posición él se enfrentó a los arianos y los paganos.
Cuando el emperador le ordenó readmitir a Arrio en la Iglesia en 335, Alejandro se negó y posteriormente fue amenazado con ser depuesto por Eusebio de Nicomedia. Según el relato de Sócrates el Escolástico (Hist. Eccl. 1, 38), Alejandro, que consideraba un sacrilegio la comunión con Arrio, se encerró en la iglesia de la Paz y rezó para que Dios se llevara a sí mismo o a Arrio antes de tener que permitir a Arrio tomar la comunión. Arrio murió el día en el que debería haber recibido la comunión antes de recibirla.
Alejandro de Constantinopla es venerado como santo en las Iglesias católica romana y ortodoxa. Su día conmemorativo es el 30 de agosto.